# Alpena County
Alpena County je okres ve státě Michigan v USA. K roku 2010 zde žilo 29 598 obyvatel. Správním městem okresu je Alpena. Celková rozloha okresu činí 4 390 km².

## Sousední okresy
| Růžice kompasu |                    | Presque Isle County |  | Růžice kompasu |
| Růžice kompasu | Montmorency County | Sever               |  | Růžice kompasu |
| Růžice kompasu | Montmorency County | Alpena County       |  | Růžice kompasu |
| Růžice kompasu | Montmorency County | Jih                 |  | Růžice kompasu |
| Růžice kompasu | Oscoda County      | Alcona County       |  | Růžice kompasu |